# Salsa
Salsa là sự kết hợp của những điệu nhảy bắt nguồn từ khu vực Caribbean (đặc biệt là Cuba và Puerto Rico), Latin và Bắc Mỹ. Điệu nhảy này là sự pha trộn của điệu Mambo, Danzón, Guaguancó, Cuban Son, và những điệu nhảy đặc trưng khác của Cuba. Salsa được nhảy với nhạc Salsa. Có thể dễ dàng nhận thấy ảnh hưởng rất rõ nét của Châu Phi trong cả điệu nhảy và âm nhạc Salsa.
Salsa thường được nhảy đôi; tuy nhiên, điệu nhảy này cũng có những bước nhảy solo và các bài nhảy của một nhóm nhiều đôi và khi đó giữa các đôi sẽ có sự trao đổi bạn nhảy mà thuật ngữ của Salsa gọi là (Rueda de Casino). Sự ngẫu hứng và các bước nhảy cởi mở là những yếu tố quan trọng hàng đầu của Salsa những đồng thời Salsa cũng là một hình thức khiêu vũ trình diễn.
Tên gọi "Salsa" vốn có nghĩa là nước sốt trong tiếng Tây Ban Nha và được hiểu là nước sốt cay trong tiếng Tây Ban Nha ở Mỹ. Điệu nhảy này đam mê và cuốn hút hơn tiền thân của nó là điệu Son của Cuba. Bản thân từ salsa cũng được xem như mà một sự pha trộn của nhiều thứ gia vị tuy nhiên trong hầu hết các cách lý giải về nguồn gốc của tên gọi Salsa cho điệu nhảy lại không đề cập đến ý nghĩa này.

## Nhịp và các bước nhảy
Điệu Salsa dựa trên một nhịp điệu gốc bao gồm 2 bước nhảy trong đó mỗi điệu có 4 nhịp nhỏ. Bước cơ bản thì có chỉ dùng 3 nhịp trong mỗi bước. Bước nhảy này có thể theo nhịp nhanh-nhanh-chậm, trong đó, 2 nhịp dùng để chuyển trọng tâm cơ thể; hoặc, nhanh-nhanh-nhanh cho phép người nhảy dậm nhẹ hay thêm thắt vào những ngẫu hứng của riêng mình trong nhịp bỏ trống. Cũng có những tranh cãi cho rằng có rất nhiều đặc điểmtrong Salsa, 2 bước nhảy nên được xem là một và theo đó thì nhịp nhảy sẽ được đếm từ 1 đến 8 kéo dài hai nhịp nhạc.
Thông thường, nhạc để nhảy Salsa là một phức hợp của những giai điệu từ bộ gõ châu Phi dựa trên Son clave hay Rumba clave. Âm nhạc thích hợp để nhảy Salsa cũng rất phong phú: có thể là loại nhạc chậm khoảng 70 nhịp/phút hay loại nhạc nhanh khoảng 140 nhịp/phút. Thông thường thì nhạc Salsa sẽ ở vào khoảng 80-120 nhịp/phút.

## Không gian nhảy
Salsa là một hình thức spot dance, có nghĩa là người nhảy không cần phải đi hết sàn nhảy mà thường nhảy xung quanh một khu vực cố định trên sàn, xoay quanh nhau và đổi chỗ cho nhau. Di chuyển quanh sàn cũng không bị cấm tuy nhiên hình thức này thường được dùng trong biểu diễn hơn. Trong một buổi nhảy salsa bình thường, nếu người nhảy chiếm quá nhiều không gian trên sàn nhảy bằng cách di chuyển quá rộng cũng không phải là một điều tốt.

## Lịch sử
Lịch sử của điệu nhảy Salsa gắn liền với những tranh cãi và đồn đoán. Mặc dù vẫn có một số ít người không đồng tình rằng âm nhạc và các bước nhảy của Salsa bắt nguồn chủ yếu từ điệu Son của Cuba, phần lớn đều nhất trí cho rằng điệu Salsa mà chúng ta biết ngày nay là một biến thể của những điệu nhảy xưa. Cộng đồng Latin ở New York đã từng có một dạng khiêu vũ và âm nhạc rất sôi động trong thập niên 50 nhưng lại không mấy thành công với dòng chính là 'Anglo'. Và trong thập niên 70, khi cụm từ "Salsa" được chấp nhận đã rút ngắn khoảng cách về ngôn ngữ và văn hoá, dỡ bỏ những rào cản đối với sự công nhận và phổ biến của âm nhạc cũng như khiêu vũ xuất phát từ Mỹ Latin.
Những cách tân trong điệu nhảy Mambo vào những năm 1950 đã dần hình thành nên cái gọi là salsa ngày hôm nay. Người ta vẫn bàn cãi xem là điệu Salsa bắt nguồn từ Cuba hay Puerto Rico. Những ảnh hưởng của Cuba đã bị hạn chế từ sau cuộc Cách mạng của Fidel Castro dẫn đến sự cấm vận về thương mại giữa hai nước. Cộng đồng Latin ở New York chủ yếu là người Puerto-Rico. Trong khi đó, Salsa lại là một trong những điệu nhảy chính của cả hai quốc gia và được phổ biến trên toàn thế giới.

## Nền tảng của Salsa

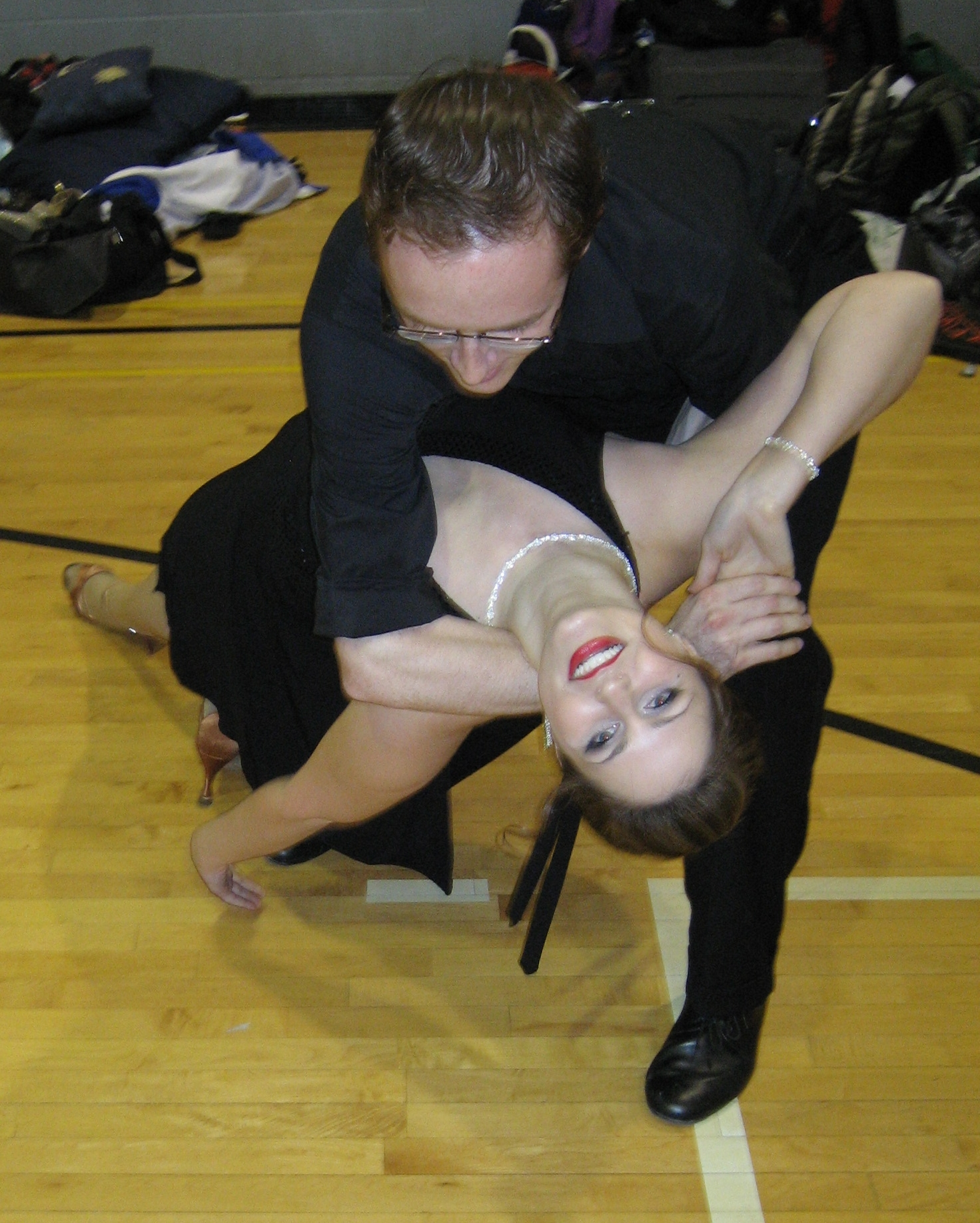
Một bước nhảy Salsa biểu diễn

## Bước cơ bản nhịp 1 (On 1)

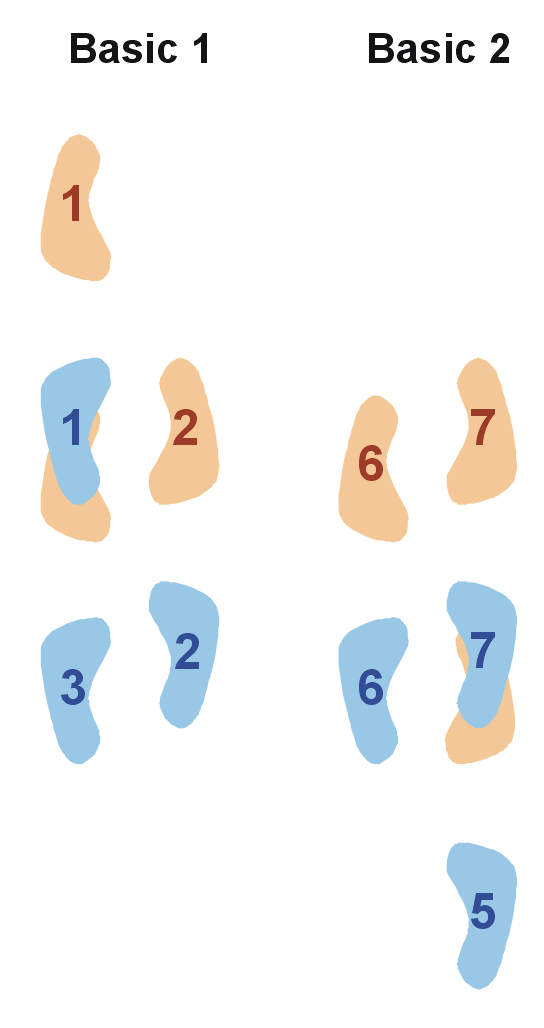
Bước cơ bản nhịp 1 kiểu New York.

### Phong cách Cuba

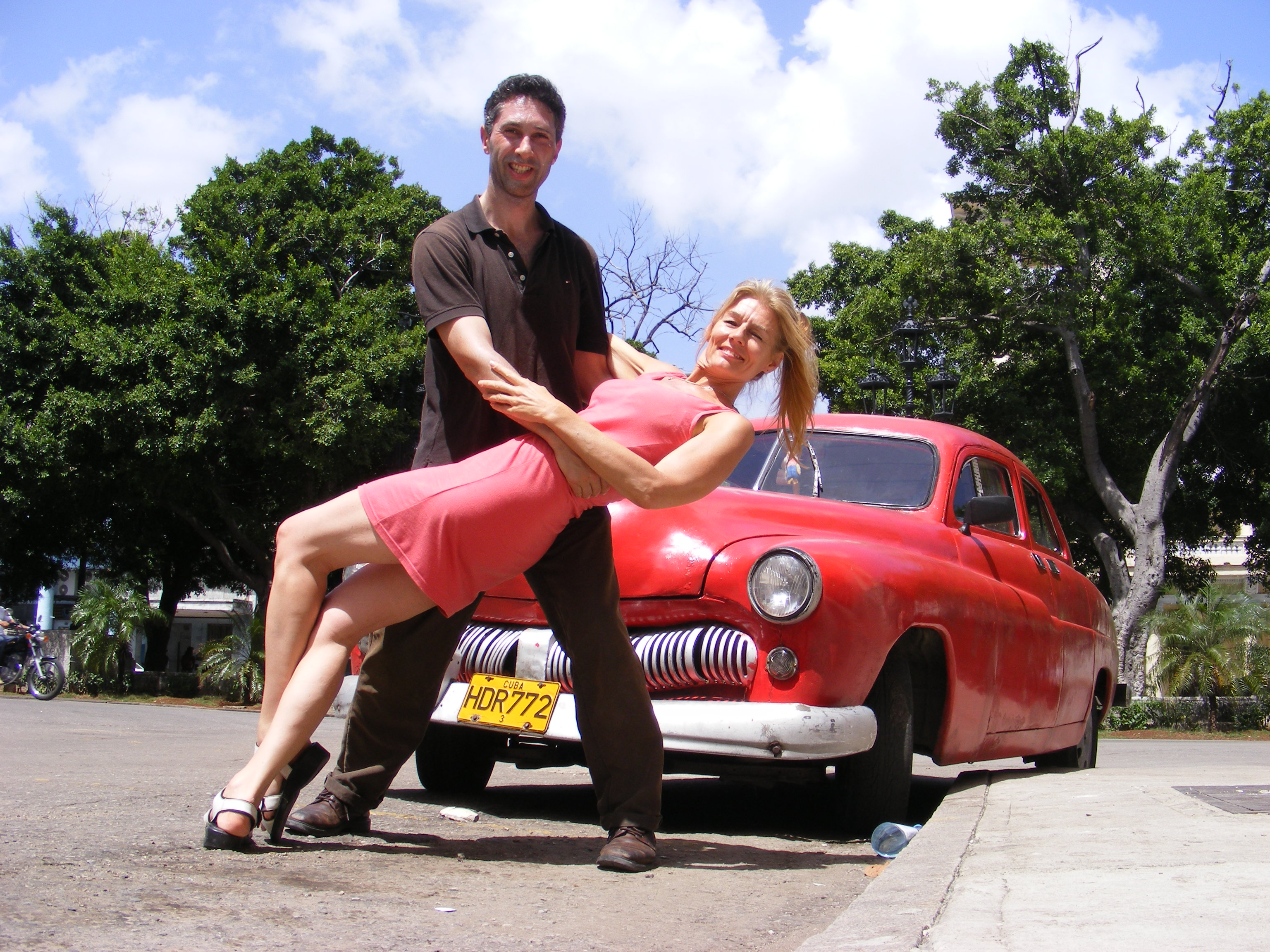
Một vũ công salsa hướng dẫn cho thanh niên ở La Habana, Cuba.